# Hydriomena vidua
Hydriomena vidua är en fjärilsart som beskrevs av Felix Bryk 1942. Hydriomena vidua ingår i släktet Hydriomena och familjen mätare. Inga underarter finns listade i Catalogue of Life.